# Christliche Arbeiterjugend
Die Christliche Arbeiterjugend (CAJ) bzw. in Österreich die Katholische ArbeiterInnenjugend (KAJ) ist ein demokratischer, internationaler, christlicher Jugendverband. Er hat seine Wurzeln in der Katholischen Aktion und der Arbeiterbewegung. Die CAJ Deutschland ist selbstständige Jugendorganisation der Katholischen Arbeitnehmerbewegung und Mitglied im Bund der Deutschen Katholischen Jugend.

## Geschichte der CAJ

### Erste Anfänge in Belgien
Die Gründung einer jungen Gewerkschaftsbewegung (Jeunesse Syndicaliste) durch den Priester und späteren Kardinal Joseph Cardijn, Fernand Tonnet und Paul Garcet stehen am Anfang der CAJ-Bewegung in Belgien. Als junger Arbeiterpriester ging Cardijn in den Arbeitersiedlungen seiner Pfarrei von Haus zu Haus, verkündete das Evangelium, sah dabei die erbärmlichen Lebensumstände der Arbeiterfamilien und hatte ein offenes Ohr für die Nöte der jungen Arbeiterinnen und Arbeiter.
Nach einer Namensänderung trägt die Bewegung seit 1924 den Namen Jeunesse Ouvrière Chrétienne (JOC). „Die erste Vollversammlung der JOC findet am 18. und 19. April 1925 in Brüssel statt: 600 Delegierte bekunden öffentlich die Existenz der Bewegung und ihres Programmes. Dieses Datum wird als offizielles Entstehungsdatum der von jungen Arbeitern gegründeten Bewegung betrachtet.“ Noch im selben Jahr erhielten die flämische und die wallonische JOC durch Papst Pius XI. die päpstliche Anerkennung als kirchliche Verbände.
Das Anliegen Cardijns war es, jungen Arbeitern ihre Würde bewusst zu machen und sie weiterzubilden, um Verantwortung für sich und die Gesellschaft wahrnehmen zu können. Dabei entwickelte er die Methode „sehen – urteilen – handeln“, die in vielfacher Weise von der Pädagogik der Jugend- und Erwachsenenbildung übernommen wurde. In seinem „Handbuch für die CAJ“ legte er die Prinzipien der Bewegung fest: „Jede junge Arbeiterin, jeder junge Arbeiter ist mehr wert als alles Gold der Welt, weil sie oder er Tochter oder Sohn Gottes ist.“

### Ausbreitung weltweit
Der Aufbruch der jungen katholischen Arbeiter wurde bald auch in Frankreich und in den Niederlanden bekannt.
Während des Zweiten Weltkrieges ließen sich zahlreiche „jocistes“ (CAJ-Mitglieder aus Frankreich und Belgien) als Zivilarbeiter in Deutschland anwerben, um junge Landsleute zu unterstützen, die als Zwangsarbeiter nach Deutschland verbracht worden waren.
Aufgrund der ähnlichen Situation von Arbeiterjugendlichen auf der ganzen Welt wurde die CAJ zu einer weltweiten Bewegung. 1945 reiste Cardijn nach Lateinamerika. In vielen lateinamerikanischen Ländern entstanden CAJ-Gruppen und -Verbände, vor allem in Brasilien und in Chile.
1956 leitete Cardijn die päpstliche Anerkennung des Weltverbandes der CAJ als „Organisation Internationale Catholique“ (OIC) ein und legte der Kurie dazu die Statuten vor. Ein Jahr darauf bestätigte Papst Pius XII. die CAJ als OIC. Im selben Jahr (1957) fand in Rom der erste, als „Weltwallfahrt“ bezeichnete Weltkongress der CAJ statt. 1975 verabschiedet der Weltverband erstmals ein Grundsatzprogramm („Grundsatzerklärung“).

### Gründung in Deutschland
Bald nach Kriegsende entstanden die ersten CAJ-Gruppen in den Westzonen, vor allem in Ludwigshafen, dort tatkräftig unterstützt durch den französischen Arbeiterpriester und Militärgeistlichen Abbé Leaugois, der im Kulturbüro der französischen Militärregierung für Pfalz-Rheinhessen in Neustadt an der Weinstraße angestellt war, im Bistum Aachen mit Hilfe von Johannes Joseph van der Velden, in Köln und in Essen. Die erste große Versammlung von 120 deutschen CAJlern und Gästen der flämischen Kristene Arbeidersjeugd (KAJ) und der französischen Jeunesse Ouvrière Chrétienne (JOC) fand am Samstag, den 25. und Sonntag, den 26. Januar 1947 in Ludwigshafen statt. Dieses Treffen gilt heute als Gründungsversammlung der CAJ Deutschland. Nach einiger Diskussion entschied man sich für den Namen „Christliche Arbeiterjugend“ (statt „Katholische Arbeiterjugend“), um auch evangelische Jungarbeiter aufnehmen zu können (wozu es nur selten kam). Mark Edward Ruff: Die Christliche Arbeiterjugend (CAJ) in Westdeutschland 1945–1962. Vom adoptierten Kind zum Sorgenkind. In: Claudia Hiepel, Mark Edward Ruff (Hrsg.): Christliche Arbeiterbewegung in Europa 1850–1950. Kohlhammer, Stuttgart 2003, ISBN 3-17-018124-6, S. 64–82. Bereits zwei Monate später (24.–28. März 1947) waren Vertreter der CAJ an der Gründungsversammlung des Bundes der deutschen katholischen Jugend in Harderhausen beteiligt. In den 1950er Jahren wuchs die CAJ vor allem im Bistum Münster, gefördert durch Bischof Michael Keller und durch ihren ersten Gebietskaplan, Julius Angerhausen. 1962 stellte der Münsteraner Diözesanverband mehr als 40 % aller Mitglieder in der Bundesrepublik Deutschland.
Für die Entwicklung der deutschen CAJ war der erste Bundeskongress 1966 in Essen besonders wichtig, an dem Joseph Cardijn persönlich teilnahm. Unter dem Motto „Arbeit gestaltet die Welt“ nahmen 320 Delegierte die Arbeitswelt und ihre Auswirkungen auf das Leben von jungen Menschen unter die Lupe. Ausgehend von 35.000 Fragebögen, die von jungen Menschen ausgefüllt wurden, entwickelte der Kongress politische Forderungen und den Aktionsplan der CAJ.

### Thematische Schwerpunkte der Vergangenheit
In ihrer Arbeit nahm sich die CAJ in Deutschland in der Vergangenheit besonders folgender Themen an:
- Gerechte Gestaltung der Arbeitswelt
- Internationalität
- Berufliche Bildung
- Toleranz und Völkerverständigung
- Arbeits- und Lebenszeit

## Wesensmerkmale der CAJ
Wesensmerkmal Christlich

Die CAJ ist in der katholischen Kirche beheimatet, aber dennoch „bietet (sie) allen Arbeiterjugendlichen, ohne Unterscheidung von Glauben und Religion die Möglichkeit ihren Glauben und ihre Überzeugungen zu entdecken, zu vertiefen und zu teilen. Die CAJ ist eine offene Gemeinschaft, die allen Arbeiterjugendlichen aufnimmt, die sich für ihre Zukunft interessieren und sich für deren Gestaltung, gemeinsam mit anderen Jugendlichen in der ganzen Welt, engagieren.“
Wesensmerkmal Arbeiter/-in

„Die CAJ besteht aus jungen Arbeiterinnen und Arbeitern; Jugendliche, die der Klasse der ArbeiterInnen, der Unterdrückten und Ausgegrenzten angehören.“ In vielen Nationalbewegungen übernimmt die CAJ gewerkschaftsähnliche Aufgaben und kämpft um bessere Lebens- und Arbeitsbedingungen. Durch die Veränderungen des Arbeiterbegriffes und der gesellschaftlichen Realitäten, arbeitet die CAJ Deutschland heute allgemeiner gegen prekäre Lebens- und Arbeitsrealitäten und nimmt dabei zum Beispiel die Situation von jungen Flüchtlingen oder Studenten und Studentinnen in den Blick.
Wesensmerkmal Jugend

Unabhängig vom Beruf der Eltern, Schulbildung oder Aussehen ist in der CAJ jede und jeder wichtig. Da die Jugendlichen ihre Situation, ihre Sorgen und ihre Wünsche am besten kennen, werden sie in der CAJ dazu angehalten, selbst Verantwortung zu übernehmen und sich für eine Änderung der gesellschaftlichen Verhältnisse einzusetzen. Das Engagement der Jugendlichen ist somit eine wichtige Voraussetzung für die inhaltliche Ausrichtung des Verbandes.

## CAJ in Deutschland

### Struktur der CAJ Deutschland

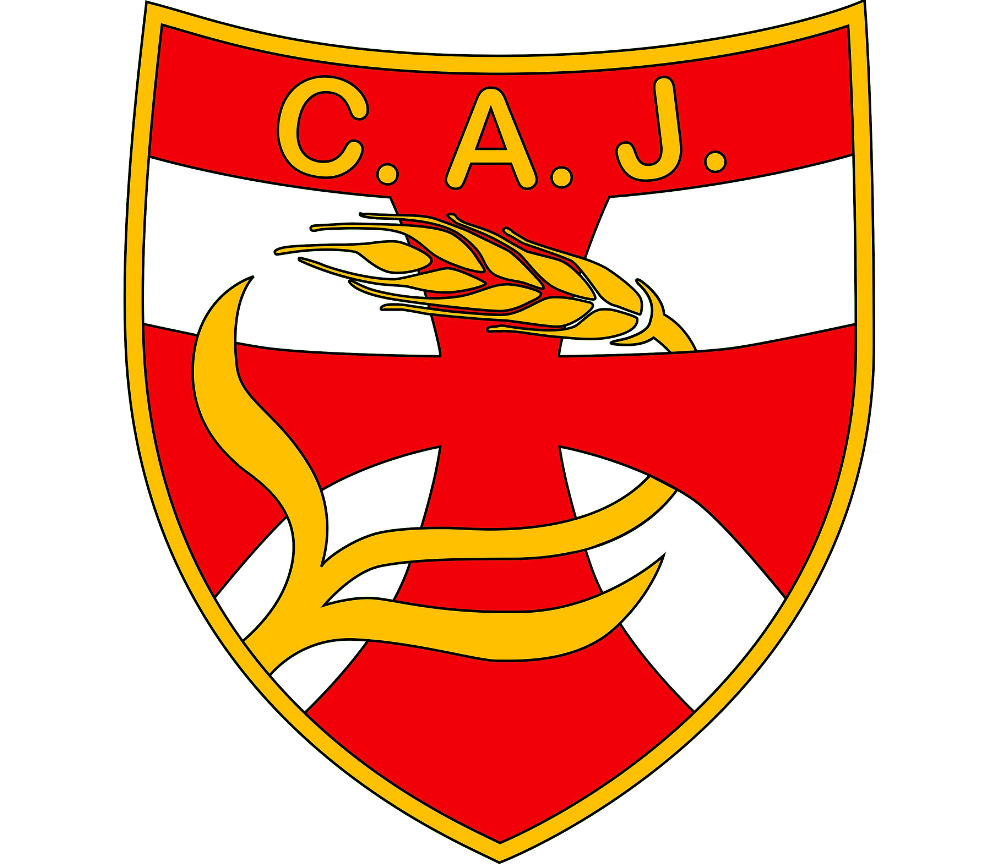
Wappen der Christlichen Arbeiterjugend

Die CAJ ist ein demokratischer Jugendverband. Die Struktur orientiert sich in Deutschland an der katholischen Aufteilung nach Diözesen. In 19 davon gibt es Diözesanverbände der CAJ, die zusammen die CAJ Deutschland e. V. bilden. Ehrenamtliche Vertreter der Diözesanleitungen treffen sich einmal jährlich zum Leitungsrat, dem höchsten beschlussfassenden Gremium der CAJ Deutschland. Die bayrischen Diözesen haben sich zusätzlich zu einer Landesarbeitsgemeinschaft zusammengeschlossen.
Die 19 Diözesanverbände der CAJ sind: Aachen, Augsburg, Bamberg, Berlin, Eichstätt, Essen, Freiburg, Hamburg, Hildesheim, Köln, Limburg, München-Freising, Münster, Osnabrück, Passau, Regensburg, Speyer, Trier und Würzburg (Stand: 18. Januar 2023).
Kreuz und Ähre im Wappen sind die Symbole der Christlichen Arbeiterjugend. Das Zeichen oder Wappen der CAJ zeigt diese Symbole in einem Wappenschild auf weißem Grund, wobei oberhalb des Kreuzes auf rotem Grund der Schriftzug „C. A. J.“ zu sehen ist (außerhalb Deutschlands entsprechend „Y. C. W.“, „J. O. C.“ etc.).

### Das Gebet der CAJ
Die CAJ hat ihr eigenes Gebet, das die KAB von ihr übernommen hat und die beiden Verbände somit verbindet. Es ist innerhalb der Katholischen Kirche als „Gebet aus der Arbeitswelt“ bekannt und war in manchen Diözesananhängen des Gotteslobs von 1975 abgedruckt.

### Das Banner
Das Banner der CAJ ist im eigentlichen Sinne eine Fahne (wobei die Bezeichnung als Fahne innerhalb des Verbandes verpönt ist) und zeigt das Wappen der CAJ entweder auf schwarzem oder auf weißem Grund. Ursprünglich war der Verband in eine Mannes- und eine Frauenjugend (CAJ-M und CAJ-F) geteilt; die schwarzen Banner gehörten zur CAJ-M, die weißen zur CAJ-F. Die Banner werden bei öffentlichen Anlässen wie Demonstrationen etc. gezeigt, sind aber auch bei innerverbandlichen Veranstaltungen oft zu sehen.

### Das Logo der Deutschen CAJ

Logo der CAJ Deutschland

Von der CAJ in Deutschland wird seit den 1990er Jahren auf Briefköpfen, Aufklebern etc. an Stelle des Wappens mit Kreuz und Ähre heute meist das Logo verwandt. Dieses Logo ist der erste Schritt einer bundeseinheitlichen Corporate Identity. Zuvor präsentierten sich die Diözesanverbände in einem bunten Mix aus Logos.

### Schwerpunkte

#### Der heilige Prekarius/die heilige Prekaria
Die CAJ setzt sich für gerechte und menschenwürdige Arbeit ein. Hierzu hat die CAJ Bayern 2010 die Figur des (erdachten, virtuellen) heiligen Prekarius bzw. der heiligen Prekaria in der Tradition der katholischen Heiligenverehrung aus Holz schnitzen lassen. Vorbild dafür war eine Figur, die aus der italienischen EuroMayDay-Bewegung entstanden ist und als Idee über die KAB in Österreich nach Deutschland gekommen ist. Die Figur wird von der CAJ bei unterschiedlichsten Aktionen genutzt, um das Thema prekäre Beschäftigungsverhältnisse in die Öffentlichkeit zu bringen und steht symbolisch für die vielen Menschen, die von ihrer Arbeit nicht leben können. Als Gedenktag des heiligen Prekarius, bzw. der heiligen Prekaria wird der unsicherste Tag im Jahr, der 29. Februar genannt.

#### Aktionsgruppen
Die Aktionsgruppen der CAJ Deutschland, in denen sich CAJler und CAJlerinnen aus verschiedenen Diözesanverbänden beteiligen, werden Praktiker genannt. Da Praktiker immer für ein Jahr ins Leben gerufen werden, sieht man an den aktuell bestehenden Praktikern die Themenschwerpunkte der CAJ Deutschland. Derzeit gibt es folgende Praktiker:
- Der Praktiker Weltnah/rr wurde bereits im Jahr 2005 gegründet und beschäftigte sich in der Vergangenheit mit verschiedenen Auswirkungen der Globalisierung. Es wurde zum Beispiel ein Projekt durchgeführt, bei dem die Situation junger Roma in Deutschland in den Blick genommen wurde, das in der Öffentlichkeit viel Beachtung erfahren hat.[14][15] Der aktuelle Themenschwerpunkt des Praktikers ist die Situation von Jugendlichen in Deutschland, die keinen gesicherten Aufenthaltsstatus haben.[16]
- Der Praktiker Netzspinner wurde 2012 ins Leben gerufen. In ihm vernetzen sich ehrenamtliche CAJler und CAJlerinnen, die die Webumgebung der CAJ verbessern wollen.[17]
- Der Praktiker Geschichtsliederbuch wurde 2013 gegründet. Er recherchiert die geschichtlichen Hintergründe der Lieder, die traditionell im Verband gesungen werden und dokumentiert damit einen bedeutenden Teil der CAJ-Geschichte.

#### Einrichtungen in Trägerschaft der CAJ
Bildungsstätten und Bildungshäuser
- Jugendbildungsstätte Waldmünchen
- Nell-Breuning-Haus Herzogenrath
- CAJ-Werkstatt Bildungsstätte Saerbeck
- Arbeitnehmerbildungs- und Begegnungsstätte Obertrubach
- Joseph-Cardijn-Haus Listrup

Jugendtreffs
- jeffke’s container in Hamburg[18]

### Auszeichnungen und Preise
- Der Praktiker Weltnah wurde 2011 für ihr Projekt mit jungen Roma „So keres? Was machst du? Wie geht es dir?“ durch das Bündnis für Demokratie und Toleranz ausgezeichnet.[19]
- Die CAJ Deutschland und die CAJ Bayern bekamen für ihre Aktion „Fair statt Prekär“ 2015 den Kettelerpreis der Stiftung Zukunft der Arbeit und soziale Sicherung (ZASS) verliehen.[20]

## CAJ in anderen Ländern

### KAJ in Österreich
Die KAJ wurde als CAJ im Januar 1946 in der Pfarrei Wien-Krim von Pater Josef Zeininger (später Bischofsvikar in Wien) gegründet. Die Gliederung in der Katholischen Jugend nach Berufen und Lebensmilieus, wie beispielsweise der ArbeiterInnenjugend (KAJ), wurde zur Jahrtausendwende in vielen Regionen zu Gunsten einer einheitlichen katholischen Jugend aufgegeben.
Eine eigenständige KAJ gibt es noch in der Region St. Pölten.

### Europäische CAJ
Die deutsche CAJ vernetzt sich auf europäischer Ebene mit anderen Nationalbewegungen unter dem Namen Jeunesse Ouvrière Chrétienne (JOC Europe). Das Sekretariat der Europa-Ebene befindet sich in Belgien.

### CAJ international
Die internationale CAJ trägt den Namen International Young Christian Workers (IYCW) und vereint mehr als 50 Nationalbewegungen auf fünf Kontinenten. Das Internationale Sekretariat befindet sich in Brüssel.

#### Weltrat der Internationalen CAJ
Alle vier Jahre findet der Weltrat der Internationalen CAJ statt. Der Weltrat ist das höchste beschlussfassende Gremium der Internationalen CAJ. Der Weltrat analysiert im Austausch zwischen den entsandten Delegationen die Realität junger Arbeitnehmer auf der ganzen Welt und bewertet die Aktionen der IYCW, er entscheidet über die Ausrichtung der zukünftigen Arbeit innerhalb der IYCW, genehmigt die Finanzberichte, entscheidet über einen neuen internationalen Aktions- und Finanzplan, wählt das internationale Team und entscheidet über Beschlüsse und Anträge.
Im Jahr 2016 fand der XIV. Weltrat im Bistum Aachen statt. Das Rahmenprogramm fand in den Städten Brüssel, Aachen, Münster und Würzburg statt. Die 60 Delegierten kamen aus Australien, Ägypten, Belgien, Brasilien, China, Deutschland, Ecuador, Gabun, Ghana, Guatemala, Haiti, Indien, Indonesien, Japan, Kongo, Namibia, Nicaragua, Niederlande, Österreich, Pakistan, Paraguay, Peru, Philippinen, Sri Lanka, Ukraine und Venezuela.
Der nächste Weltrat hätte 2020 in Lima (Peru) stattfinden sollen, wurde jedoch wegen der COVID-19-Pandemie auf das Jahr 2021 verschoben.

#### Bekannte Mitglieder
Theologen und Priester
- Julius Angerhausen, früherer Weihbischof in Essen
- Joseph Cardijn, war ein römisch-katholischer Geistlicher und der Begründer der internationalen Christlichen Arbeiterjugend
- Bernhard Eichkorn Priester der Erzdiozöse Freiburg
- Ernst Gutting Weihbischof von Speyer
- Lorenz Hüttner, deutscher Prälat und Generalvikar im Bistum Passau
- Michael Keller Bischof von Münster
- Johannes Leppich, 1946 Mitbegründer des deutschen Zweigs der CAJ, war dessen Nationalkaplan
- Ernst Leuninger, Experte für die Katholische Soziallehre
- Reinhard Pappenberger Weihbischof von Regensburg
- Theo Paul Generalvikar der Diözese Osnabrück
- Leonidas Proaño, früherer Bischof von Riobamba („Bischof der Armen“)
- Paul Schobel, Autor und Betriebsseelsorger
- Werner Thissen, Erzbischof von Hamburg
- Jean-Claude Turcotte, Erzbischof von Montreal

Politiker
- Jean-Marc Ayrault, französischer Politiker
- Kurt Beck, rheinland-pfälzischer Ministerpräsident und ehemaliger Bundesvorsitzender der SPD
- Norbert Blüm, MdB, ehemaliger Arbeitsminister
- Karl Daller, Gemeinderat und Landtagsabgeordneter von Wien
- Heinz Feldhege, Ehrenoberbürgermeister von Mönchengladbach
- Maria Hampel-Fuchs, Präsidentin des Wiener Landtags
- Bertram Jäger, Präsident des Vorarlberger Landtags und der Vorarlberger Arbeiterkammer
- Hans Ley, Landtagspräsident im saarländischen Landtag
- François de Menthon, früherer französischer Politiker und Jurist.
- Walter Schwimmer, Generalsekretär des Europarates und Abg.z.österr.Nationalrat
- Uwe Schummer, MdB[27]
- Jean Spautz, Luxemburger Politiker (MdEP, Minister, Parlamentspräsident)
- Georg Urban Deutscher Politiker
- Bernhard Winkelheide Deutscher Politiker MdB

Sonstige Persönlichkeiten
- Hans Adlhoch, deutscher Politiker
- Irmgard Blättel, Gewerkschafterin und von 1980 bis 1990 Mitglied im Vorstand des DGB
- Marcel Callo, Seliger der katholischen Kirche, Märtyrer der Arbeiterjugend, Bezirksleiter der CAJ
- Irene Fernandez, Trägerin des Right Livelihood Award 2005
- Maria Grönefeld, christliche Soziallehrerin
- Hans Klingler, Zentralsekretär der Gewerkschaft der Privatangestellten (Österreich)
- Karl Lenfers, Komponist und Liedtextautor, Neues Geistliches Lied (Peter Janssens Musikverlag)
- Harald Pawlowski, Mitherausgeber von Publik-Forum
- Franz Reisinger Gründer des Säkularinstituts des Heiligen Franz von Sales
- Horst Roos, Liedermacher der CAJ
- Maxence Van der Meersch Französischer Schriftsteller
- Karl-Heinz Vorbrücken, Gewerkschafter und Bundesverdienstkreuzträger